# 周思茂
周思茂（？—688年4月9日），唐朝贝州漳南县（今河北省故城县东南）人。
他年轻时与弟弟周思钧，早早知名。乾封年间，周思茂和刘懿之刘祎之兄弟、元万顷、范履冰，以文词召入待诏，号称北门学士。周思茂担任右史，与卫敬业、著作郎元万顷、左史刘祎之、范履冰、苗楚客、右史韩楚宾等人，撰写《玄览》及《古今内范》各百卷，《青宫纪要》、《少阳政范》各三十卷，《维城典训》、《凤楼新诫》、《孝子列女传》各二十卷，《内轨要略》、《乐书要录》各十卷，《百僚新诫》、《兆人本业》各五卷，《臣轨》（《臣范》）两卷，《垂拱格》四卷，《字海》一百卷，与文集一百二十卷，藏于秘阁，署名为武后。自右史转任太子舍人。黄国公李譔工为辞章，孟利贞称赞他的文章：“刘邻之、周思茂不过也。”周思茂与范履冰在宫中最蒙亲遇，多参预政事损益。官至麟台少监、崇文馆学士。垂拱四年（688年），下狱，三月初四壬戌，遇害。